# Lluís Joan de Calders
Lluís Joan de Calders (Sabadell, p.m. s. XVII - ?, 1642) fou un cavaller noble de la casa senyorial de Sabadell, sent-ne Conseller en Cap de la ciutat de Barcelona als anys 1639 i 1640, com a militar conspicu, presidí la bandera de Santa Eulàlia a la reconquesta de la plaça de Salses durant la Guerra entre França i Espanya.
Durant el Corpus de Sang va fer tímides gestions per aturar l'alçament popular. En els dies posteriors a l'alçament, aconsegueix treure de Barcelona els revoltats. Pocs dies més tard, es desplaça a Perpinyà, juntament amb el diputat militar Francesc de Tamarit, per tractar amb les autoritats locals com respondre al bombardeig dels terços de Geri de la Rena (15 i 16 de juny) a la capital del Rosselló.
Començada la Guerra dels Segadors, dirigeix l'exèrcit de Barcelona. Amb Josep d'Àrdena lluita a Tortosa contra les tropes del marquès de Los Vélez (setembre 1640). Posteriorment fou destinat a Cambrils, i juntament amb el diputat reial Josep Miquel Quintana, fou el responsable d'aixecar lleves al camp de Tarragona. Núria Florensa assenyala que, "per les anomalies en l'exercici del seu càrrec, el Consell de Cent va enviar l'advocat Pere Joan Rossell a fer una investigació, el resultat de la qual va ser la destitució de Calders com a conseller en cap".